# Suzanne Valadon
Suzanne Valadon és el pseudònim de la pintora impressionista francesa Marie-Clémentine Valade (Bessines-sur-Gartempe, Llemosí, 23 de setembre de 1865 – París, 7 d'abril –o 19?– de 1938).

## Biografia

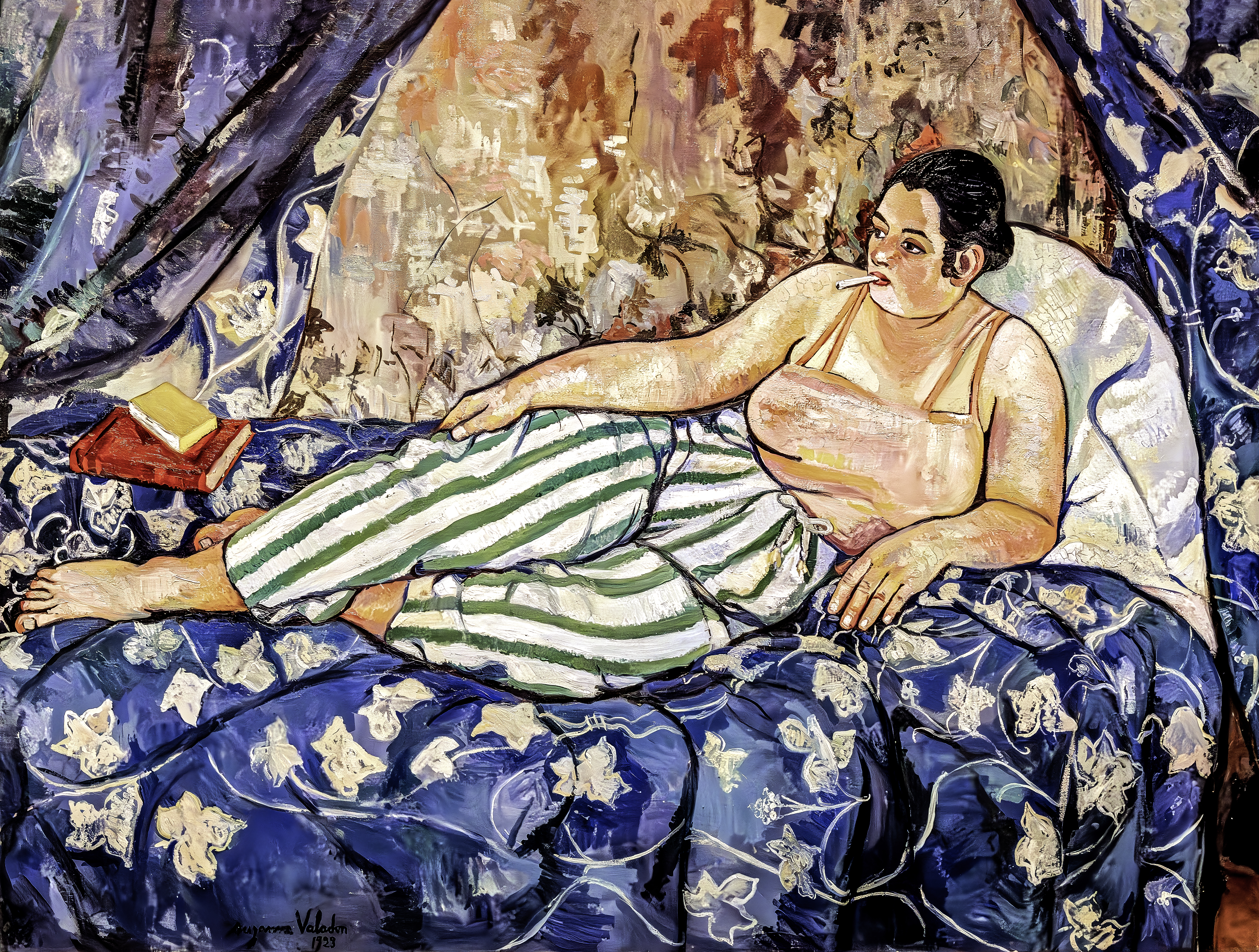
La Chambre bleue (1923). Centre Pompidou.

Era filla d'una bugadera soltera amb la qual de molt menuda anà a viure al barri de Montmartre de París. A quinze anys començà a fer d'acròbata de circ, però una caiguda aviat li estroncà aquesta activitat. Atragué l'atenció de pintors (Edgar Degas, Pierre Puvis de Chavannes, Henri de Toulouse-Lautrec, Pierre-Auguste Renoir…) que la sol·licitaven com a model i ella, mentre posava i de manera intuïtiva, anava aprenent les beceroles de la tècnica pictòrica. A divuit anys i d'un pare desconegut tingué el seu fill Maurice.
L'any 1889 conegué el barceloní Miquel Utrillo i Morlius, enginyer, crític i també pintor, que de jove ja s'havia estat a París i que aleshores hi tornava a causa de l'Exposició Universal. Tingueren una relació arravatada, fins al punt que ell li reconegué el fill, el futur pintor Maurice Utrillo (1883-1955), al qual aleshores fou canviat el cognom. El 1890 Suzanne Valadon exposà per primera vegada, una sèrie de retrats, entre els quals el del compositor Erik Satie, i de seguida es feu un nom entre els pintors del moment.
El 1893 abandonà Utrillo per amistançar-se amb Satie, unió que va durar molt poc temps. L'any següent ingressà a la Société Nationale des Beaux-Arts, la primera dona a ser-hi admesa. El 1896 es casà amb Paul Mousis, un agent de borsa que li facilità una situació prou confortable per a dedicar-se plenament a l'art.
El 1909, ja consagrada com a pintora, es divorcià del seu marit i s'uní a un jove pintor que era amic del seu fill i que només tenia vint-i-dos anys, André Utter, amb el qual s'acabà casant el 1914. Aquest matrimoni, per bé que molt tumultuós, havia de durar fins al final. Ella pintava amb parsimònia mentre es dedicava intensament a la vida social, en la qual es feu famosa per les seves excentricitats, com ara dur sempre a les mans un pom de pastanagues, tenir una cabra al seu pis perquè es mengés els dibuixos que no li agradaven, o bé convidar els amics el primer divendres de cada mes (en un escarni del costum catòlic) a veure com donava a menjar caviar al seu gat. El trio Valadon-Utrillo-Utter era conegut com la «Trinité Maudite» (trinitat maleïda) a causa de llurs extravagàncies autodestructives.
Exposà també a Barcelona. Entre 1915 i 1919, sense que se'n sàpiga exactament la data, va participar en una exposició col·lectiva d'obres procedents d'una gran casa nobiliària que es va fer a les Galeries Laietanes. A la mateixa sala, el 1932 la seva obra formava part també d'una exposició-venda d'una col·lecció de procedència particular i cap al 1935 figura entre els artistes d'una mostra similar.
Suzanne Valadon morí envoltada dels seus amics els pintors André Derain, Georges Braque i Pablo Picasso.
El 2024 el Museu Nacional d'Art de Catalunya li va dedicar una exposició monogràfica, amb el títol Suzanne Valadon: una epopeia moderna. A la mostra es van poder veure un centenar d’obres, així com material documental.

## Obra
Suzanne Valadon conreà essencialment les natures mortes i els paisatges, amb una tècnica acolorida i molt elaborada. Sovint treballava anys en un mateix quadre abans de donar-lo a conèixer.
La seva obra es conserva en molts museus francesos, entre els quals destaquen el Centre Georges Pompidou de París, que té una important col·lecció de dibuixos, i el Musée de Montmartre, on es pot visitar el seu apartament-taller. També es poden trobar obres seves en altres museus europeus, com al Musée du Petit Palais de Ginebra o el Museu d'Art de Basilea, entre d'altres.
Als Estats Units, tenen obra de Suzanne Valadon The Metropolitan Museum of Art de Nova York, el Museu de Belles Arts de Houston i l'Smart Museum of Art de Chicago. Igualment, en conserven el Sompo Museum of Art (Shinjuku) i el Museu d'Art de São Paulo.